# Епифанов, Игнат Олегович
Игнат Олегович Епифанов (6 апреля 1993, Волхов, Россия) — российский футболист, полузащитник.

## Биография
Воспитанник петербургского «Зенита», выступал за его молодёжные команды в любительских соревнованиях. В 2013—2014 годах играл во Втором дивизионе за другую петербургскую команду «Русь». По ходу сезона 2013/14 клуб был расформирован, и Епифанов перешёл в клуб чемпионата города «Петербург». Летом того же года уехал в команду Мейстрилиги «Нарва-Транс», за которую провёл 16 игр. В 2017 году играл на любительском уровне за петербургскую «Звезду».
Окончил Санкт-Петербургский политехнический университет. С 2018 года — преподаватель в Университете ИТМО.